# São João de Areias
São João de Areias es una freguesia portuguesa situada en el municipio de Santa Comba Dão. Según el censo de 2021, tiene una población de 1721 habitantes.